# Sdružení sportovních svazů České republiky
Sdružení sportovních svazů České republiky (SSS ČR) je organizace zastřešující 17 sportovních svazů.

## Historie
Organizace vznikla 24. března 1990 transformací z bývalého Svazarmu, pod názvem Sdružení technických sportů a činností (STSČ) než se přejmenovala v roce 2003.

## Předsedové
- 2016: JUDr. Ing. Zdeněk Ertl. (V roce 2017 Ústavní soud České republiky po řadě předchozích soudních sporů definitivně potvrdil, že Zdeněk Ertl nemá právo užívat magisterský a doktorský titul, získaný na Západočeské univerzitě v Plzni. Zdeněk Ertl však titul "JUDr." používá i nadále[1]).

## Členská základna
- 1990: 280 000 členů ve 2 500 klubech, 19 sportovních svazů
- 2016: 621 000 členů v 10 110 klubech, 17 sportovních svazů

## Členské svazy
| Svaz                                              | Zkratka | Web             | Sport |
| ------------------------------------------------- | ------- | --------------- | --- |
| Aeroklub České republiky                          | AeČR    | aeroklub.cz     | Letecký sport |
| Česká asociace akademických technických sportů ČR | ČAATS   | caats.cz        | akademické technické sporty (sportovní střelba, radiový orientační běh, ploutvové plavání a potápění, biatlon zimní, biatlon letní, letecké sporty, praragliding a letecké modelářství) |
| Česká asociace parkouru                           | ČAPk    | capk.cz         | Parkour |
| Český kynologický svaz                            | ČKS     | kynologie.cz    | Sportovní kynologie |
| Český radioklub                                   | ČRK     | crk.cz          | Radioamatérství |
| Český svaz biatlonu                               | ČSB     | biatlon.cz      | Biatlon |
| Moravskoslezský kynologický svaz                  | MSKS    | msks.cz         | Sportovní kynologie |
| Sdružení hasičů Čech, Moravy a Slezska            | SH ČMS  | dh.cz           | Požární sport |
| Svaz branně-technických sportů ČR                 | SBTS    | sbts.cz         | viz svaz |
| Svaz českých potápěčů                             | SČP     | svazpotapecu.cz | Sportovní potápění |
| Svaz modelářů České republiky                     | SMČR    | svazmodelaru.cz | Modelářský sport |
| Svaz potápěčů Moravy a Slezska                    | SPMS    | spms.cz         | Sportovní potápění |
| Svaz vodáků České republiky                       | SVoČR   | svazvodaku.cz   | Vodáctví: rafty a pramice |
| Svaz vodáků Moravy a Slezska                      | SVMS    | svms.biz        | Vodáctví: rafty a pramice |
| Svaz vojáků v záloze ČR                           | SVZ ČR  | svz-cr.cz       | Sportovní střelba |
| Svaz záchranných brigád kynologů ČR               | SZBK ČR | zachranari.cz   | Výkony záchranných psů |
| Ústřední automotoklub ČR                          | ÚAMK ČR | uamk-cr.cz      | Motoristický sport |
| Zálesák - svaz pro pobyt v přírodě                | Zálesák | zalesaksvaz.cz  | pobyt v přírodě |